# 유수 (번여절후)
유수(劉脩, ? ~ 기원전 89년)는 전한 중기의 제후로, 중산정왕의 아들이다.

## 생애
원삭 5년(기원전 124년), 번여후(樊輿侯)에 봉해졌다.
번여절후 36년(기원전 89년)에 죽어 시호를 절이라 하였고, 아들 유과륜이 작위를 이었다.

## 출전
- 반고, 《한서》 권15상 왕자후표 上

| 선대 (첫 봉건) | 전한의 번여후 기원전 124년 3월 계유일 ~ 기원전 89년 | 후대 아들 번여양후 유과륜 |